# Oskar Zwintscher

Oskar Zwintscher, Foto von Hugo Erfurth, 1907

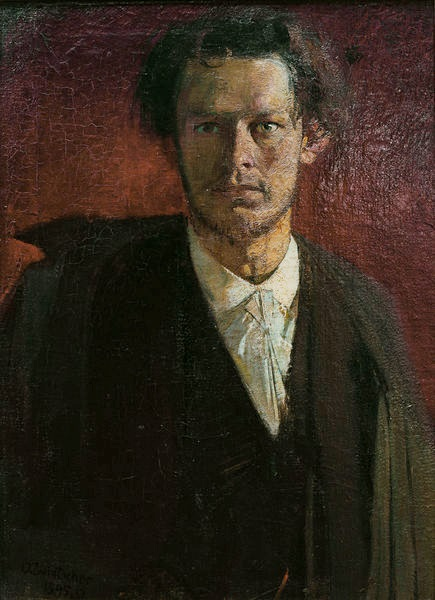
Selbstbildnis, 1895

Oskar Bruno Zwintscher (* 2. Mai 1870 in Leipzig; † 12. Februar 1916 in Loschwitz bei Dresden) war ein deutscher Maler.

## Leben
Oskar Zwintscher war Sohn des Klavierpädagogen Bruno Zwintscher (1838–1905) und Bruder des Pianisten Rudolf Zwintscher (1871–1946). Er studierte von 1887 bis 1890 an der Leipziger Kunstakademie und Kunstgewerbeschule und war von 1890 bis 1892 Schüler von Leon Pohle und Ferdinand Pauwels an der Kunstakademie Dresden. Nach seinem Studium ließ er sich als freischaffender Künstler in Meißen nieder, wo er einige Jahre auf der Albrechtsburg lebte und durch das „Munkelt’sche Legat“, ein Stipendium der E. Munkelt’schen Stiftung für sächsische Maler, für drei Jahre frei arbeiten konnte. 1898 trat er erstmals mit einer größeren Kollektion seiner Werke an die Öffentlichkeit. Er war 1898 Preisträger beim ersten Preisausschreiben des Unternehmers Ludwig Stollwerck für Entwürfe von Stollwerck-Sammelbildern. An dem Wettbewerb beteiligten sich viele namhafte Künstler, Preisrichter waren u. a. Emil Doepler d. J., Woldemar Friedrich, Bruno Schmitz und Franz Skarbina. Um seinen Lebensunterhalt aufzubessern, arbeitete Zwintscher zeitweise als Karikaturist für die Meggendorfer-Blätter.
Im Jahr 1898 wurde Zwintschers Sammelbildserie „Jahreszeiten“ veröffentlicht, 1900 folgte die Serie „Das Gewitter“. 1902 besuchte er auf Einladung von Rainer Maria Rilke die Künstlerkolonie Worpswede, wo er ein Porträt von ihm und dessen Frau Clara malen sollte. Es wird vermutet, dass die Empfehlung vom Maler Heinrich Vogeler kam, den er im Jahr 1900 kennengelernt hatte.

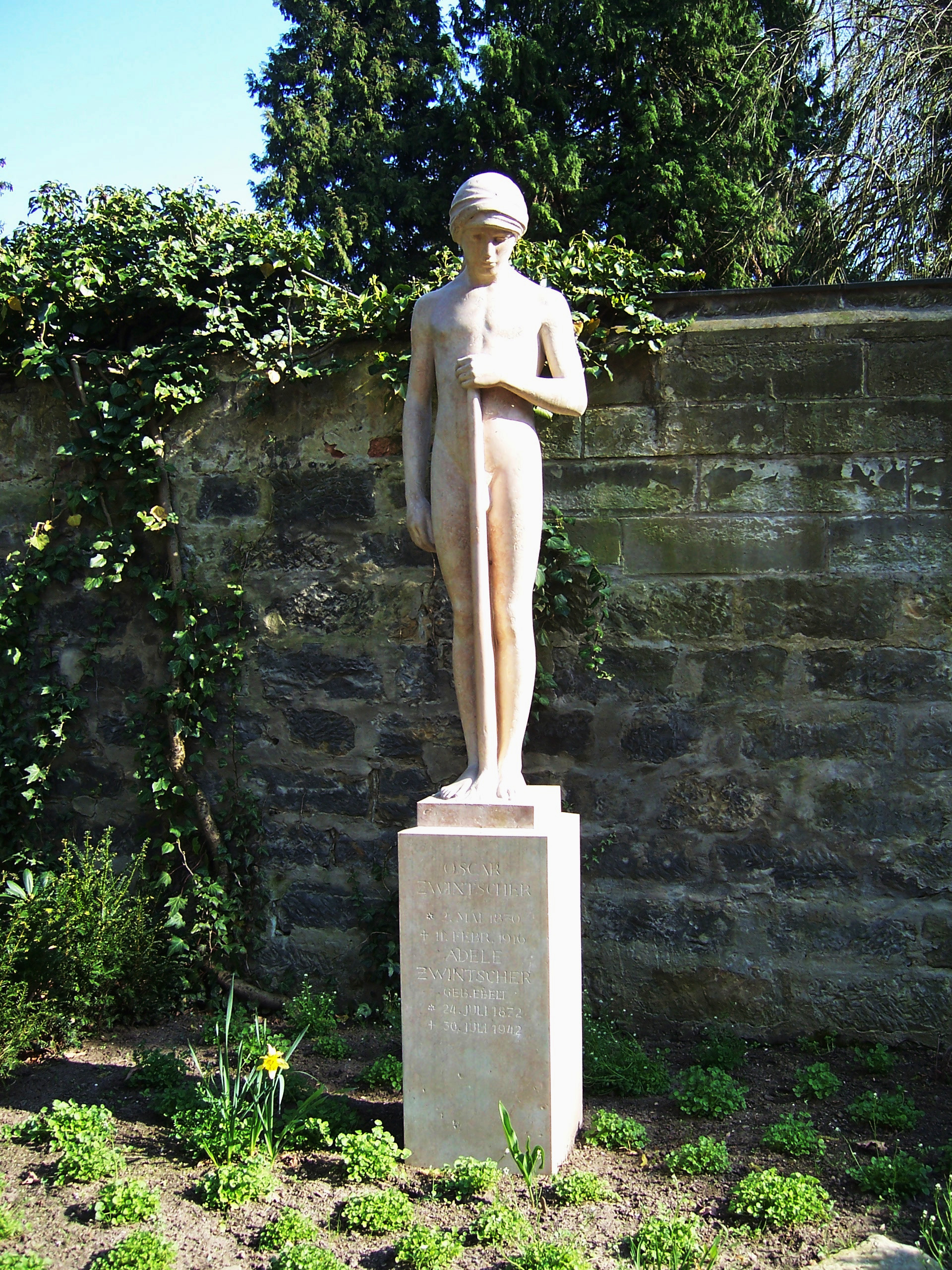
Zwintschers Grab

Ab 1903 unterrichtete Zwintscher als Professor an der Kunstakademie Dresden. Er war auch ein frühes Mitglied des Deutschen Künstlerbunds. Bereits an der ersten DKB-Jahresausstellung, die 1904 im Königlichen Kunstausstellungsgebäude am Königsplatz in München noch mit Hilfe der Sezessionisten organisiert wurde, nahm er mit einem Ölgemälde in symbolistischem Jugendstil teil. 1904 war er Preisrichter bei einem Preisausschreiben der Unternehmer Ludwig Stollwerck und Otto Henkell um die Einreichung von Entwürfen „von Illustrationen zum Zweck der Propaganda für ihre Fabrikate Schokolade bzw. Kakao und Champagner.“ Weitere Preisrichter waren dabei Emil Doepler d. J., Woldemar Friedrich, Claus Meyer, Bruno Schmitz, Raffael Schuster-Woldan und Franz Skarbina. Von seinen Schülern sind unter anderem zu nennen Peter August Böckstiegel und Paul Wilhelm.
Oskar Zwintscher starb 1916 in Loschwitz. Sein Grab befindet sich auf dem dortigen Künstlerfriedhof. Die Grabfigur, ein Ephebe mit gesenkter Fackel, stammt von Sascha Schneider.

## Einordnung
Zwintschers Werk weist vielfältige kunsthistorische Einflüsse auf. Er bediente sich sowohl griechischer als auch italienischer Bildfindungen, die er mit den aktuellen Kompositions- und Farbauffassungen des Jugendstils vereinte, und schuf so widerspruchsvolle Balanceakte zwischen tradiertem Historismus und zeitgenössischem Jugendstil im Sinne einer konservativen Moderne. Sein kühler Stil verweist aber auch schon auf die Neue Sachlichkeit.

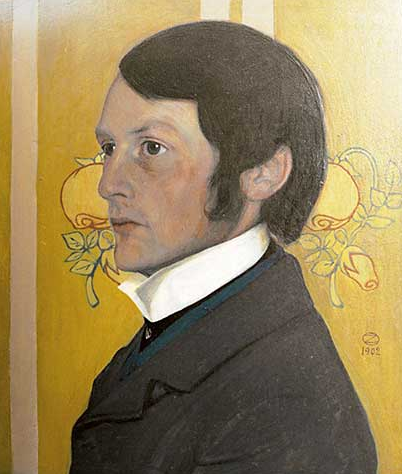
Porträt Heinrich Vogeler, 1902

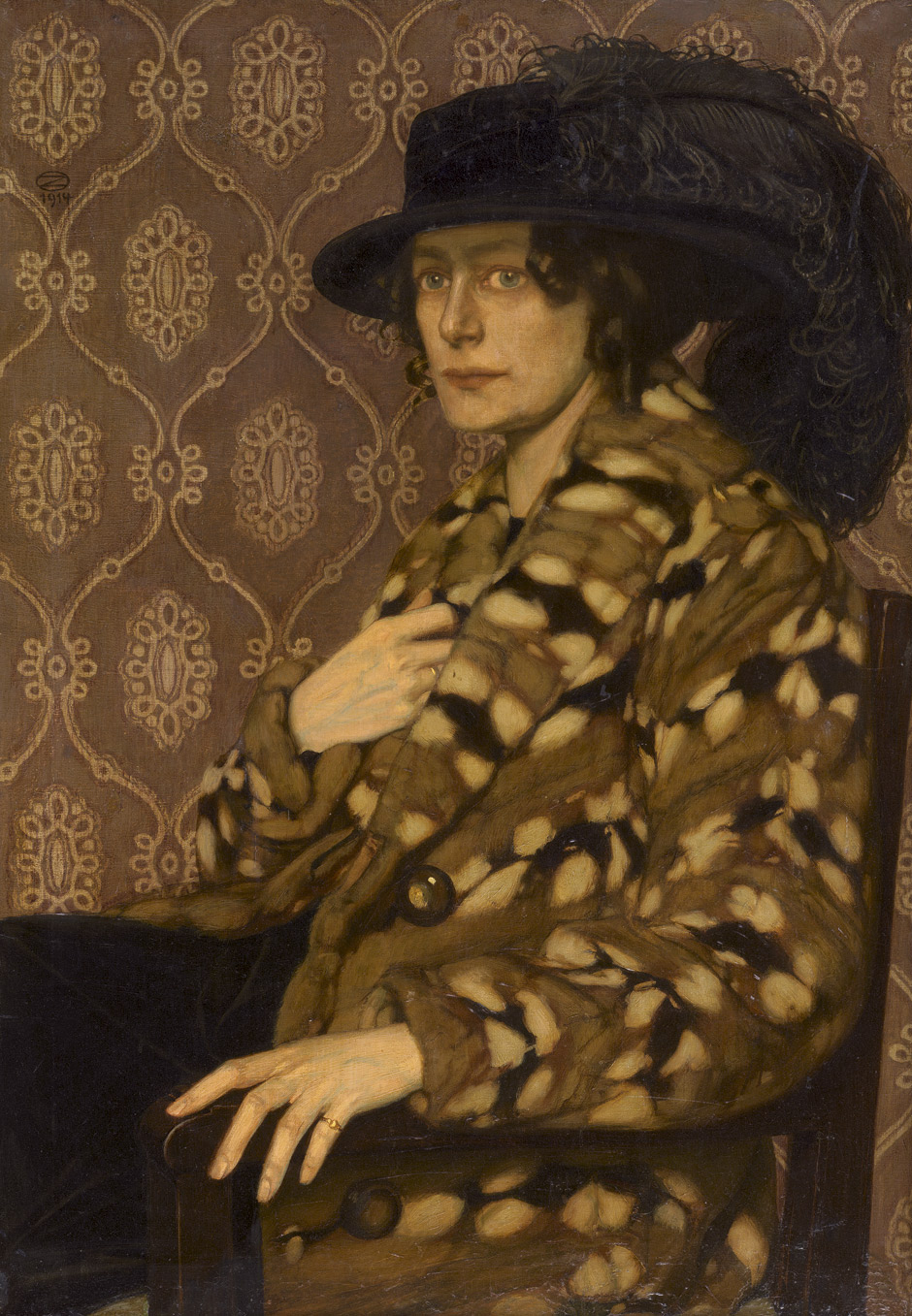
Adele im Hamsterpelz, 1914, Sammlung Jack Daulton, Los Altos Hills, Kalifornien

Zwintscher war ein sehr sorgfältiger, geradezu pedantischer Maler und ein prinzipieller Gegner des Impressionismus. Ein Zeitgenosse beschrieb ihn als „einen guten Sachsen und echten Sohn der mitteldeutschen Ebene, aber auch etwas geschäftsfremd und versponnen.“
Seine Bilder stehen in der malerischen Tradition eines Lucas Cranach oder Hans Holbein, weisen aber auch durch Jugendstil, Symbolismus und einen späten Stilwechsel zum Expressionismus darüber hinaus. Gustav Klimt, Ferdinand Hodler, Ludwig Richter, Moritz von Schwind und Arnold Böcklin haben den jungen Künstler beeinflusst. Mit dem Künstler Sascha Schneider verband ihn eine enge Freundschaft.
Mit fünfzehn Gemälden Zwintschers gehört dem Museum Albertinum neben der Städtischen Galerie Dresden eine bedeutende Werkgruppe des Malers. Für ein Forschungsprojekt ist es 2020 gelungen, das lange als verschollen geltende Gemälde Adele im Hamsterpelz, ein Porträt seiner Ehefrau Adele aus dem Jahr 1914, als langfristige Leihgabe nach Dresden zu holen. Zwintschers 150. Geburtstag am 2. Mai 2020 wurde feierlich begangen. Vom 14. Mai 2022 bis 15. Januar 2023 fand im Dresdner Albertinum eine Einzelausstellung unter dem Titel Weltflucht und Moderne. Oskar Zwintscher in der Kunst um 1900 statt. Dies war die zweite Ausstellung zu Zwintscher in Dresden nach 1982.

## Werke (Auswahl)
- Die schlechte Nachricht (1891)
- Schwere Stunden (1893)
- Sehnsucht (1895)
- Ein Gespenst des Jahrhunderts (1898)
- Gram (1898)
- Bildnis Clara Rilke-Westhoff (1902)
- Bildnis Rainer Maria Rilke (1902)
- Bildnis Heinrich Vogeler (1902)
- Die Melodie (1903)
- Pieta (1906)
- Bildnis mit gelben Narzissen (1907)
- Oberbürgermeister Beutler (1910)
- Frau Apel (1912)
- Partie aus meinem Garten in Loschwitz (1914)
- Lenzfreude (1915)
- Bildnis des Schriftstellers Ottomar Enking
- Bildnisse seiner Frau – Bildnis in Blumen (1904), Bildnis mit grünschwarzen Kacheln (1906), Gold und Perlmutter (1909), Bildnis im Sommergarten (1910)

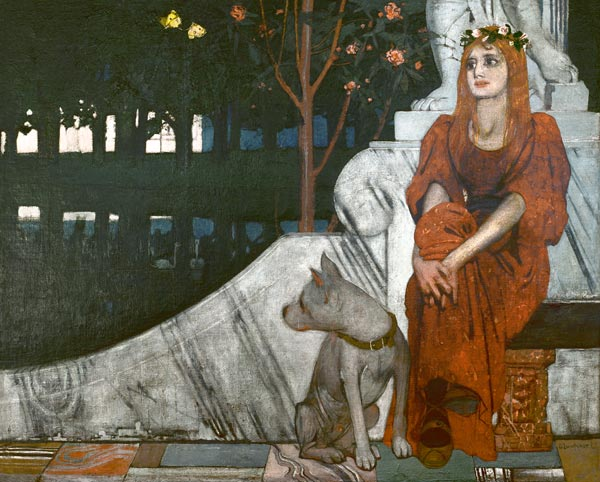
Sehnsucht, 1895
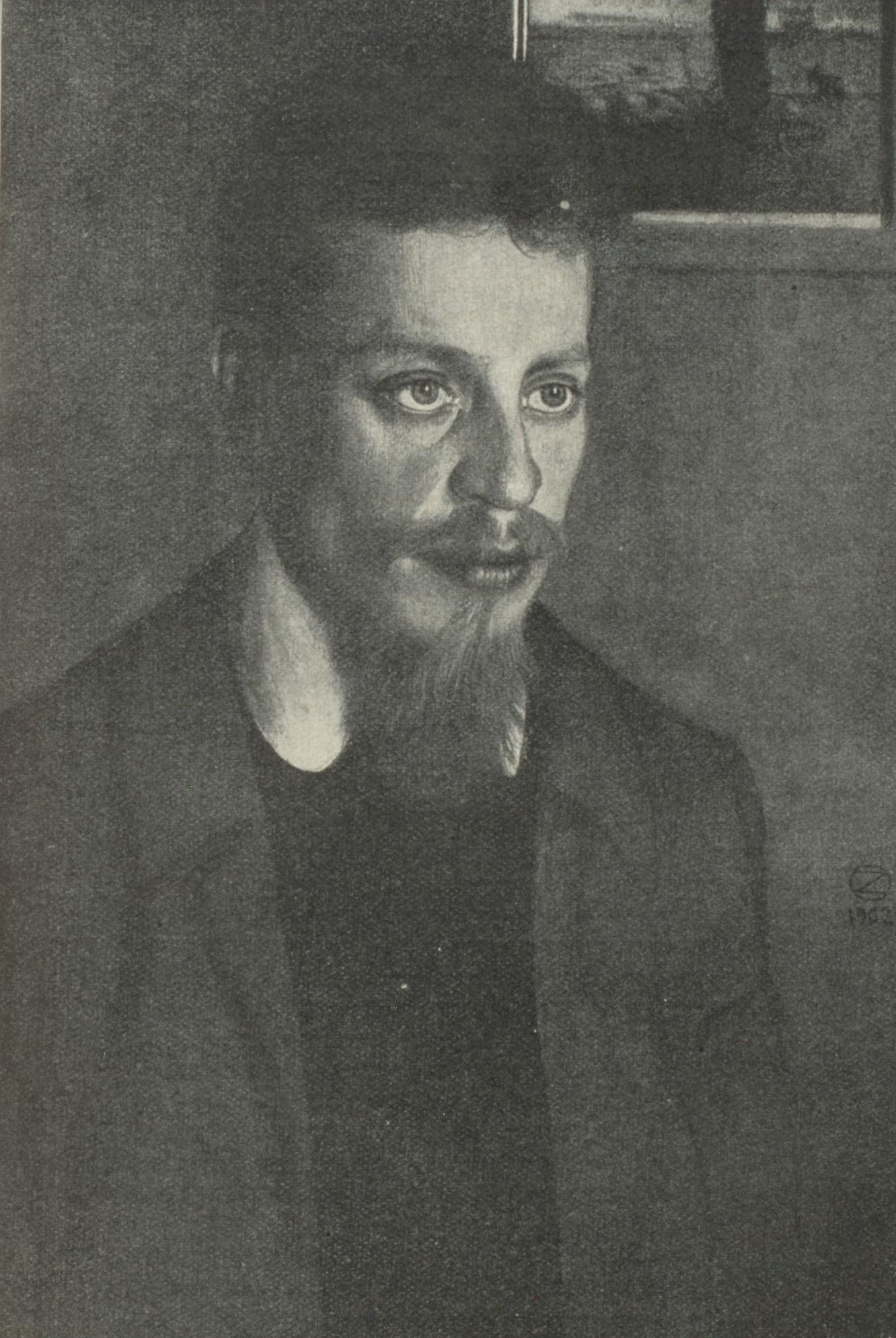
Bildnis Rainer Maria Rilke, 1902
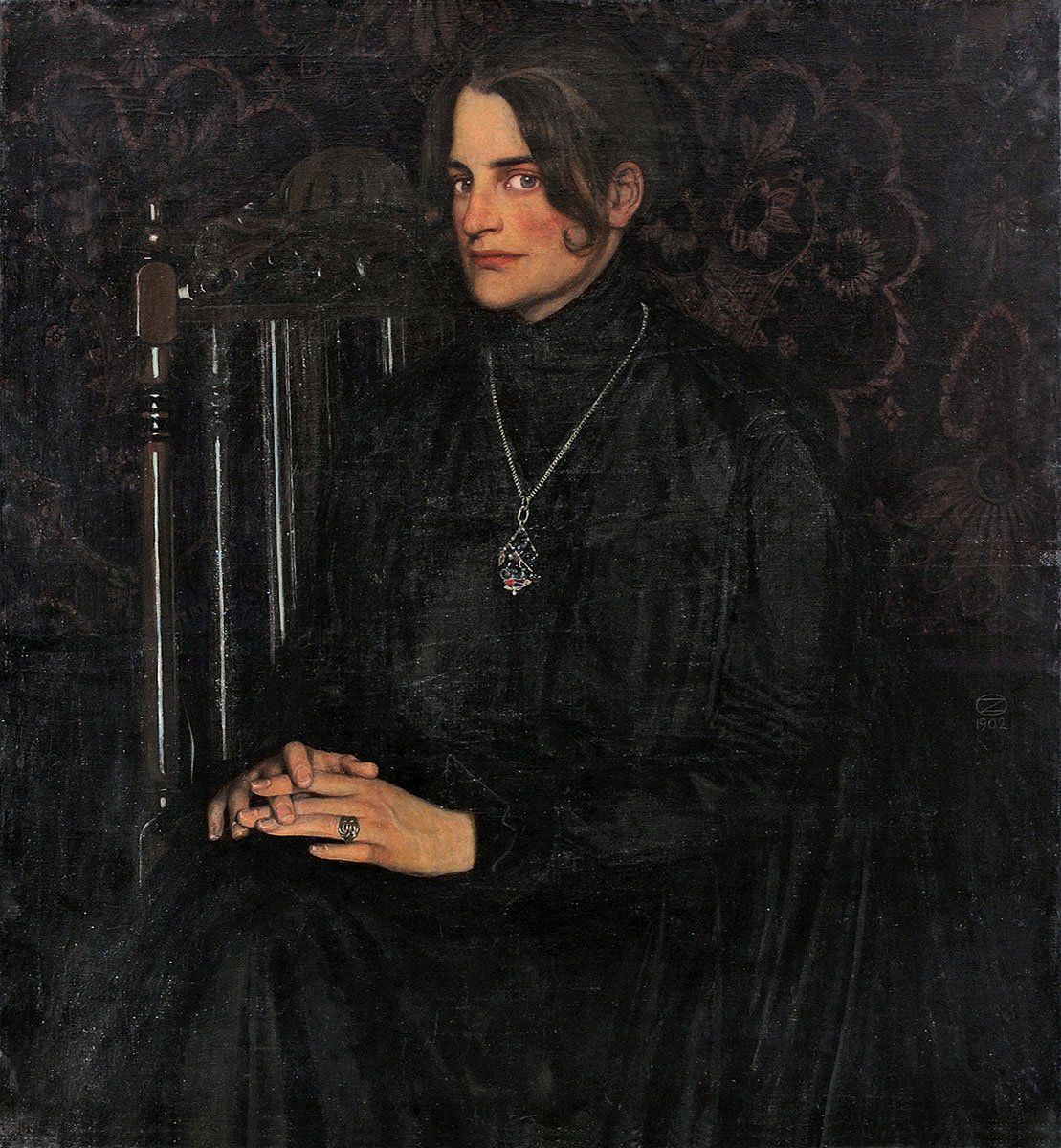
Bildnis Clara Rilke-Westhoff, 1902
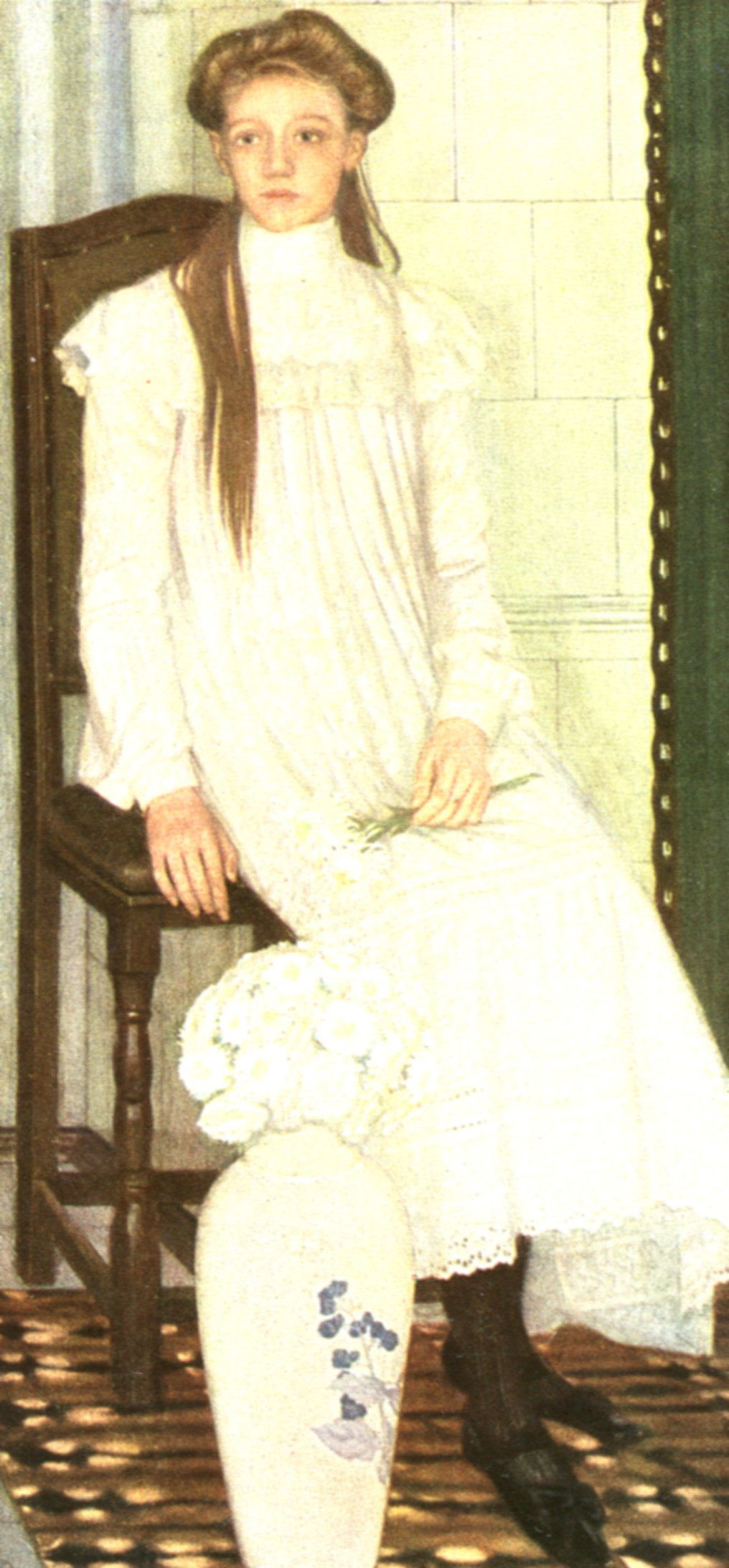
Mädchen mit weißen Astern, 1903
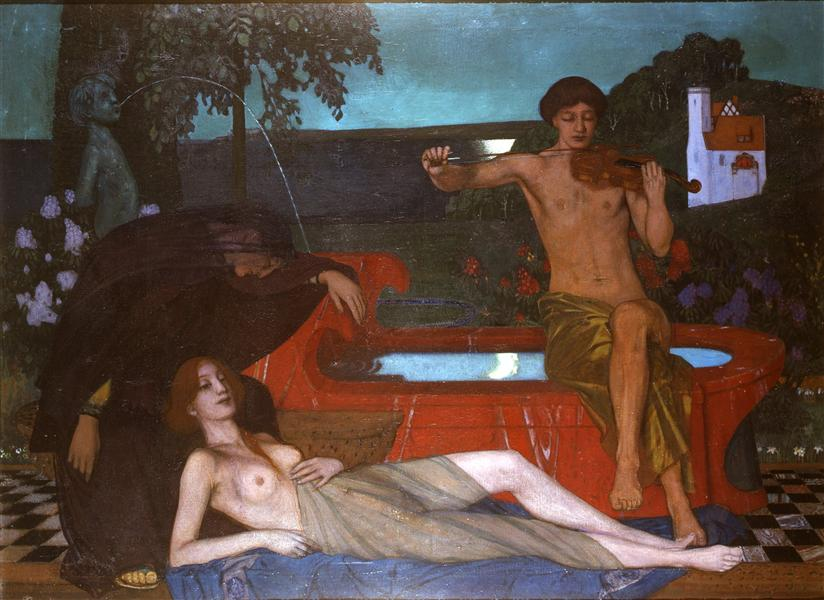
Die Melodie, 1903
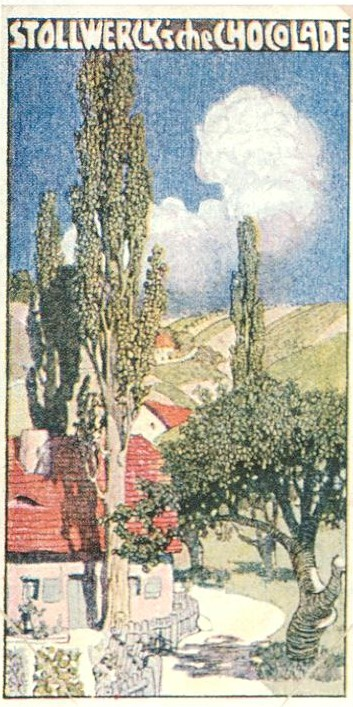
Stollwerck-Sammelbild Gewitterschwüle, 1900
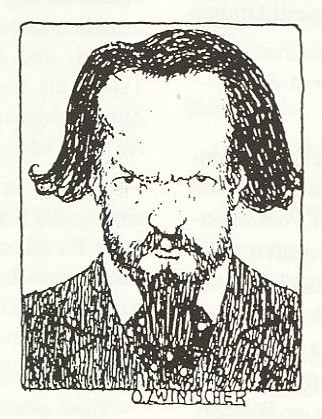
Selbstporträt